# Klein Bademeusel
Klein Bademeusel, niedersorbisch Małe Bóžemysle, ist ein Ortsteil der Stadt Forst (Lausitz) im Landkreis Spree-Neiße im Südosten des Landes Brandenburg. Der Ort gehört dem amtlichen Siedlungsgebiet der Sorben/Wenden an. Bis zu seiner Eingemeindung nach Groß Bademeusel im Juli 1977 war Klein Bademeusel eine eigenständige Gemeinde.

## Lage

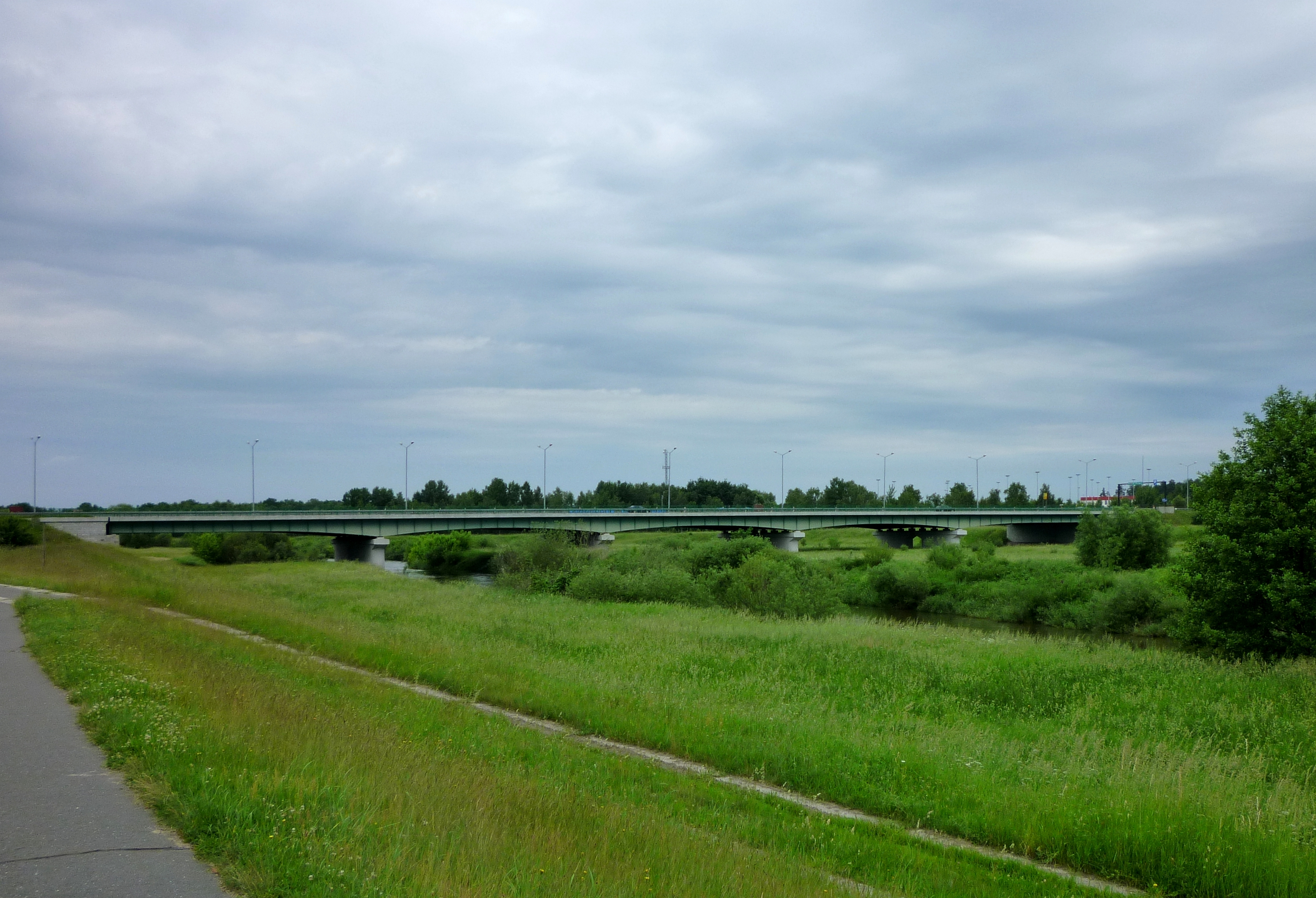
Grenzübergang an der BAB 15 bei Klein Bademeusel

Klein Bademeusel liegt in der Niederlausitz, unmittelbar an der Grenze zu Polen und 30 Kilometer Luftlinie südöstlich von Cottbus. Klein Bademeusel ist der südlichste Ortsteil von Forst, die Kernstadt liegt zehn Kilometer Luftlinie nordwestlich des Ortes. Die Gemarkung grenzt im Norden an Groß Bademeusel, im Osten an die polnische Gemeinde Brody, im Südosten an Trzebiel mit dem Dorf Olszyna, im Süden an Jerischke mit Bahren, im Südwesten an Preschen mit Raden und im Westen wieder an Groß Bademeusel. Östlich von Klein Bademeusel bildet die Lausitzer Neiße die Grenze zu Polen. Zum Ortsteil Klein Bademeusel gehört neben dem Hauptort noch der Wohnplatz Försterei Bademeusel.
Klein Bademeusel liegt an einem Abzweig von der Landesstraße 49. Die Bundesautobahn 15 (Lübbenau–Bademeusel) verläuft durch die Gemarkung von Klein Bademeusel, innerhalb der Gemarkung liegen die Anschlussstelle Bademeusel sowie die Grenzübergangsstelle Forst–Olszyna, an der die Bundesautobahn 15 in die polnische Autostrada A18 übergeht. Hinter der Anschlussstelle Bademeusel geht die Landesstraße 49 in die Kreisstraße 7101 über, die Klein Bademeusel mit Döbern verbindet.

## Geschichte
Klein Bademeusel wurde im Jahr 1495 als Kleynen Bademüßel erstmals urkundlich erwähnt. Der Ortsname leitet sich vom sorbischen Personennamen Badomysel ab, der wiederum mit „an Gott Denkender“ übersetzt werden kann. Die Siedlungsform von Klein Bademeusel war ursprünglich ein Reihendorf. Klein Bademeusel war ein Kämmereidorf der Herrschaft Forst und gehörte somit zunächst zu den Ländern der böhmischen Krone. Im Jahr 1635 kam der Ort durch den Prager Frieden an das Kurfürstentum Sachsen. Kirchlich gehörte Klein Bademeusel immer zu Groß Bademeusel. Anfang des 19. Jahrhunderts hatten die 17 Bauern des Ortes 1.000 Gulden Schatzung abzugeben.
Im Jahr 1806 wurde das Kurfürstentum Sachsen zum Königreich erhoben. Als Ergebnis der auf dem Wiener Kongress beschlossenen Teilung Sachsens kam Klein Bademeusel an das Königreich Preußen und gehörte dort zum Regierungsbezirk Frankfurt der Provinz Brandenburg. Bei der Kommunalreform 1816 wurde der Ort dem Landkreis Sorau zugeordnet. Um 1840 hatte Klein Bademeusel laut der Topographisch-statistischen Übersicht des Regierungsbezirks Frankfurt a.d.O. 25 Wohngebäude mit 175 Einwohnern. 1864 hatte der Ort 167 Einwohner. Bei der Volkszählung vom 1. Dezember 1871 hatte die Landgemeinde Klein Bademeusel 179 Einwohner in 36 Familien und vier Einzelhaushalten. 86 Einwohner waren männlich und 93 weiblich; 36 Einwohner waren jünger als zehn Jahre und alle Einwohner waren evangelisch-lutherischer Konfession. 1874 schloss sich Klein Bademeusel mit fünf weiteren Gemeinden und drei Gutsbezirken dem Amtsbezirk Preschen an. Am 1. Dezember 1910 hatte Klein Bademeusel 168 Einwohner.
Bis Ende des Zweiten Weltkrieges in Klein Bademeusel eine Brücke über die Neiße und eine Straße nach Triebel. Die Brücke wurde im Vorfeld der Schlacht um Berlin von der Wehrmacht gesprengt, um ein Vorrücken der Roten Armee zu verhindern. Im April 1945 wurde Klein Bademeusel dennoch von der Roten Armee besetzt. Seit Kriegsende und der Festlegung der Oder-Neiße-Grenze liegt Klein Bademeusel direkt an der Grenze zu Polen. Der Amtsbezirk Preschen wurde 1945 aufgelöst. In der Sowjetischen Besatzungszone bestand der Landkreis Sorau westlich der Neiße noch bis zum 1. April 1946, danach wurde Klein Bademeusel in den Landkreis Cottbus umgegliedert. Seit 1949 lag Klein Bademeusel in der DDR. Im Zuge der Rekonstruktion der nahe gelegenen Autobahnbrücke wurde Anfang der 1950er an selber Stelle der Dorfbrücke eine provisorische stählerne Fertigteilbrücke errichtet, die jedoch nur von der sowjetischen Armee genutzt werden durfte. Nach Abschluss der Rekonstruktion an der Autobahnbrücke wurde die provisorische Brücke in Klein Bademeusel wieder abgebaut. Seitdem ist Klein Bademeusel ein Sackgassendorf.
Bei der DDR-Kreisreform am 25. Juli 1952 wurde Klein Bademeusel schließlich dem Kreis Forst im Bezirk Cottbus zugeordnet. Am 1. Juli 1977 wurde Klein Bademeusel nach Groß Bademeusel eingemeindet. Nach der Wiedervereinigung lag Klein Bademeusel zunächst im Landkreis Forst im Land Brandenburg. Am 6. Dezember 1993 ging der Landkreis Forst im neuen Landkreis Spree-Neiße auf, am gleichen Tag wurde die Gemeinde Groß Bademeusel aufgelöst und nach Forst eingemeindet. Seitdem ist Klein Bademeusel ein eigenständiger Ortsteil der Stadt Forst.

## Bevölkerungsentwicklung
| 1910 | 168 | 1933 | 163 | 1946 | 120 | 1964 | 118 |
| 1925 | 148 | 1939 | 204 | 1950 | 121 | 1971 | 116 |

## Nachweise
1. ↑  Zahlen und Fakten: Ortsteile der Stadt Forst (Lausitz). In: forst-lausitz.de. Abgerufen am 7. Januar 2018.
2. ↑  Zahlen und Fakten: Einwohner der Stadt Forst (Lausitz). In: forst-lausitz.de. Abgerufen am 28. August 2021.
3. ↑  Eintrag „Małe Bóžemysle“ in der niedersorbischen Ortsnamendatenbank auf dolnoserbski.de
4. ↑  Ortsporträt Klein Bademeusel. In: issuu.com. Lausitzer Rundschau, 5. Dezember 2009, abgerufen am 5. April 2017.
5. ↑  Arnošt Muka: Serbski zemjepisny słowničk. Nakł. Maćica Serbska, Budyšin 1927, S. 92 (Online).
6. ↑  August Schumann: Vollständiges Staats-, Post- und Zeitungs-Lexikon von Sachsen Bd. 4. Herlegrün bis Königstein. Gebr. Schumann, Zwickau 1816 Online bei Google Books, S. 606
7. ↑  Topographisch-statistische Uebersicht des Regierungs-Bezirks Frankfurt a. d. O. Gustav Harnecker’s Buchhandlung, Frankfurt a. O. 1844 S.187.
8. ↑  Topographisch-statistisches Handbuch des Regierungs-Bezirks Frankfurt a. O. Verlag von Gustav Harnecker u. Co., 1867 S. 225.
9. ↑  Königliches Statistisches Bureau: Die Gemeinden und Gutsbezirke des Preußischen Staats und ihre Bevölkerung. Teil II: Provinz Brandenburg, Berlin 1873, S. 224f., Nr. 10 (online).
10. ↑  Die Neißebrücke von Klein Bademeusel. In: Lausitzer Rundschau. 15. März 2003, ehemals im Original (nicht mehr online verfügbar); abgerufen am 25. Juli 2017. (Seite nicht mehr abrufbar. Suche in Webarchiven)
11. ↑  Historisches Gemeindeverzeichnis des Landes Brandenburg 1875 bis 2005. (PDF; 331 KB) Landkreis Spree-Neiße. Landesbetrieb für Datenverarbeitung und Statistik Land Brandenburg, Dezember 2006, abgerufen am 5. April 2017.